# Kostel Nanebevzetí Panny Marie (Poděbrady)

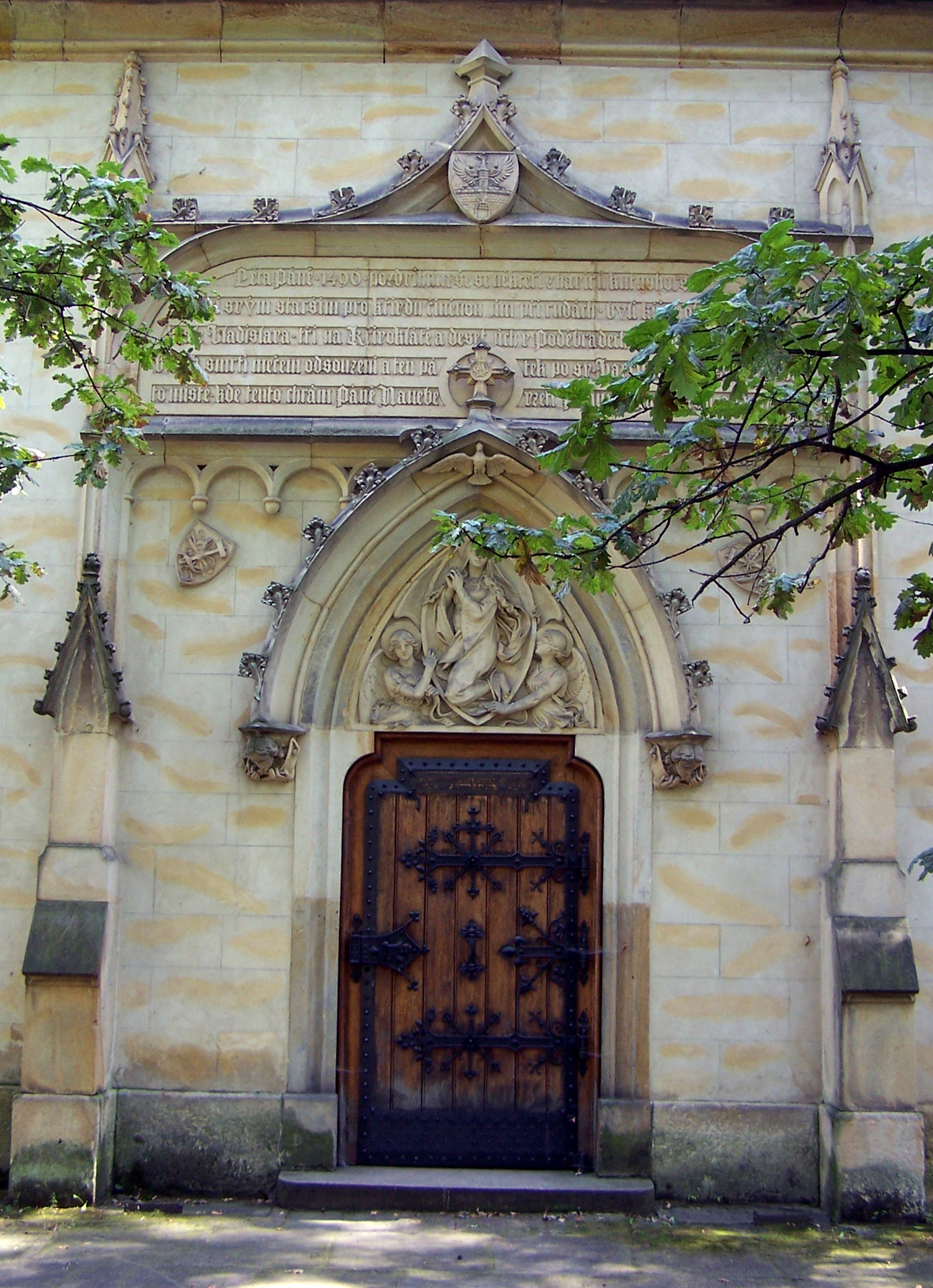
Vstupní portál kostela

Kostel Nanebevzetí Panny Marie, zvaný též Havířský kostel, je římskokatolický kostel v Poděbradech.

## Kutnohorští havíři

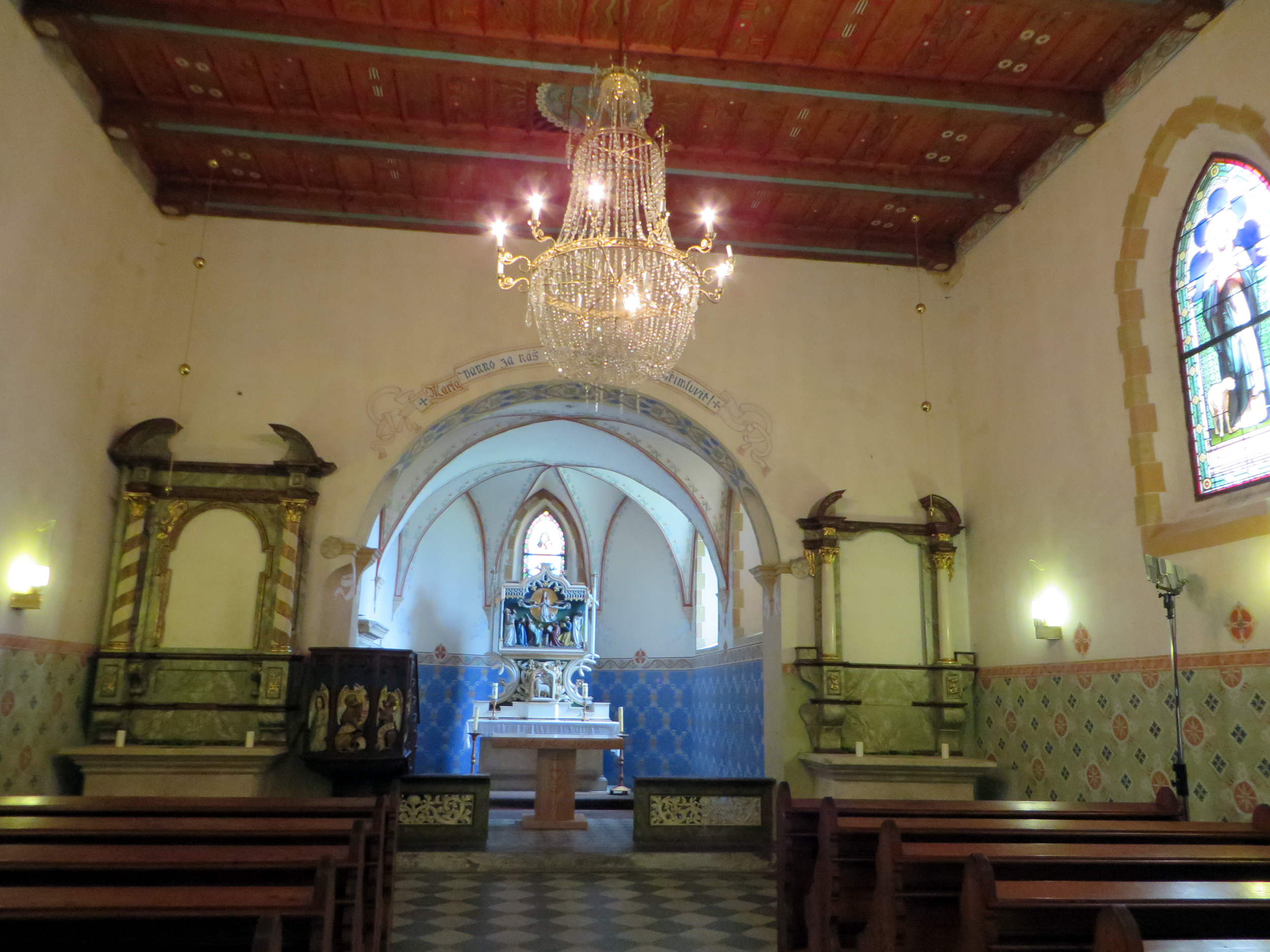
Interiér kostela

Kostel stojí mimo vlastní centrum Poděbrad, v levobřežní části města na místě, kde bylo v srpnu roku 1496 popraveno 10 ze 13 vůdců povstání kutnohorských havířů. Jelikož dle tehdejších zákonů nebylo možné jich na místě popravit více, byli poslední tři havíři odvezeni k popravě na Křivoklát. Jeden z nich se ale zachránil útěkem, informoval panovníka Vladislava Jagellonského, načež byl osvobozen mimořádným soudem a praví viníci potrestáni.
Poblíž kostela měl také stát tzv. Poděbradský dub, jehož větve podle legendy potřísnila krev popravených havířů a strom poté začal rodit zvláštní žaludy, znetvořené vodorovnými rýžkami (považované v lidové fantazii za těla havířů s useknutou hlavou). Dub shořel v roce 1777 po zásahu bleskem.

## Historie kostela
Původní dřevěný kostel, který byl v roce 1516 na místě popraviště postaven na popud pražského měšťana Ondřeje Prachovce, zničili v roce 1634 Švédové (starali se o něj dva poustevníci). V letech 1665–1666 na jeho místě vyrostl zděný jednolodní raně barokní kostel s barokním inventářem. Josef II. nechal kostel v roce 1784 zrušit a jeho vybavení prodat v dražbě, již o několik let později však byl obnoven, byť jen jako hřbitovní kaple.
V druhé polovině 19. století byl kostel, včetně interiéru, pseudogoticky upraven. Dekorativní průčelí kostela zdobí pseudogotický portál s reliéfem Nanebevzetí Panny Marie v tympanonu od Bohuslava Schnircha z roku 1898. Pseudogotická okna zdobí figurální malby a vitráže malíře Adolfa Liebschera. Novogotický oltář a kazatelnu vytvořil Josef Kastner s žáky.
V letech 1921–1937 byl kostel propůjčen Církvi československé, která se poté přesunula do nového kostela v centru města. V roce 1964 byl kostel odsvěcen a převeden do majetku města Poděbrady. Inventář převzalo Polabské muzeum. Pro veřejnost je otevřen pouze příležitostně.

## Okolí
Vedle kostela stojí hranolová zvonice se zděným přízemím a šindelovou střechou. Nejstarší zmínka o zvonici je z roku 1516, v roce 1921 budova vyhořela a ještě téhož roku byla obnovena.
Také se tu nachází kamenná studna, která je jediným pozůstatkem zdejších železitých lázní. Vedle kostela stojí dlouhý inundační most z počátku 19. století, po kterém vede silnice první třídy směrem na Prahu a na druhé straně je jezírko Jordán, pozůstatek původního většího rybníka. Naproti vstupnímu portálu kostela začíná území Obory, původně založené císařem Ferdinandem I. Habsburským.